# 里瓦斯市 (瓜里科州)

里瓦斯市（西班牙語：Municipio José Félix Ribas），是委內瑞拉的一個市，位於該國中部瓜里科州，首府設於圖庫皮多，面積2,792平方公里，2014年人口53,447，人口密度每平方公里19.14人。